# Boos, Mayen-Koblenz
Boos là một xã ở huyện Mayen-Koblenz bang Rheinland-Pfalz, phía tây nước Đức. Xã Boos, Mayen-Koblenz có diện tích 10,38 km².